# Velho Bolchevista
Velho Bolchevista  ou Velho bolchevique (russo: ста́рый большеви́к) era a denominação não-oficial dada a um membro do Partido Bolchevique antes da Revolução Russa de 1917. Trata-se de uma expressão atribuida aos integrantes da chamada Velha Guarda Bolchevique. Este termo também foi utilizado como autodescrição pelos líderes do Partido Comunista que se opuseram principalmente a Trotsky, mas também outras lideranças revolucionárias, como por exemplo, Máximo Gorki, imediatamente após a Revolução de Outubro de 1917.
Alude ao fato de que, até as vésperas do evento, Trotsky não era membro do Partido Bolchevique, sendo liderança de um pequeno grupo independente, e tendo entrado no partido de Lenin, a convite deste, apenas no fim do primeiro semestre de 1917.
A maioria deles depois assassinada pela polícia política do regime comunista da URSS, a NKVD, durante os expurgos de Josef Stalin nos anos 1930 do século passado ou mortos em circunstâncias misteriosas.
O mais proeminente sobrevivente destes membros foi Vyacheslav Molotov, que viria a ser um líder político proeminente e Ministro das Relações Exteriores da União Soviética sob o regime de Stalin.
Muitos deles foram executados por traição após julgamentos teatrais, alguns foram enviados para campos de trabalhos forçados na Sibéria (os gulags) e alguns poucos, como Alexandra Kollontai — que se tornou uma das primeiras embaixadoras do mundo servindo na Noruega nos anos 1920 — foram enviados para o exterior como embaixadores, de maneira que ficassem afastados do governo central.
De modo mais popular e informal, o termo Velho Bolchevista exprime o chamado bolchevista ou comunista da velha guarda, servindo principalmente para aqueles que se opuseram às idéias de Leon Trotsky logo após a Revolução Russa de 1917.